# Bayt Ras
Bayt Ras és una vila de Jordània, a 3 km al nord d'Irbid, al districte d'Adjlun, prop de les ruïnes de l'antiga Capitòlies, una de les ciutats de la Decàpolis. És esmentada als Itineraris junt amb les veïnes Dera (Adhriat), Abila (Tell Abil) i Gàdara (Umm Kays). Fou una ciutat nabatea que va guanyar importància sota domini romà obtenint l'autonomia el 97 o 98, sota Trajà. Fou un bisbat romà d'Orient a la província de la Palestina Segona. Fou ocupada per Xurahbil ibn Hàssana vers el 634 i integrada al jund d'Urdunn. Yazid II hi va tenir una residència on va viure amb la seva favorita Hababa. Després del domini marwànida, va entrar en decadència progressiva, cada vegada més ràpida, i va acabar pràcticament abandonada.